# 安耶巴國際足球會
安耶巴國際足球會（Enyimba International Football Club） 阿巴人称球队为「人民大象」，由杰里·阿马蒂·安耶巴爵士（Sir Jerry Amadi Enyeazu）在1976年11月所创建。是尼日利亚足球甲级联赛的一支豪门球队。

## 队史
在球队的第一个赛季中安耶巴在30场比赛中取得了5胜14平11负，进球25个失球36个净胜球-11个，以积36分得成绩名列联赛16支球队的第13位。在1992/93赛季安耶巴不幸降入第二级别联赛，但是很快球队已创纪录的赛季96分重新升回了顶级，这一纪录至今仍无球队所破。 1995和96赛季，安耶巴都有着较好的发挥，取得了联赛的第3和第4名
球队的历史在1999年因一位有潜质的年轻人和一位商业权贵而有了重大的改变。Orji Uzor Kalu博士在尼日利亚阿比亚州实行多年军政府统治后成为新任的民选州长，在他的就职演说中表达了建设球队的想法。这位热爱体育运动的州长就像切尔西大财主罗曼·阿布拉莫维奇一样，凭借着强烈的个人爱好将安耶巴国际足球俱乐部变成了全尼日利亚乃至全非洲最出色的足球俱乐部。
州长对俱乐部所作的第一个改变就是改组俱乐部管理层，使得管理层更趋于才干，这位酷爱足球的州长履行了对球队的承诺，在2001赛季Godwin Koko Uwa的带领下球队历史上首次夺得了全国联赛的冠军头衔。那一年的8月19日球队被意大利方面邀请参加和国际米兰队之前的友谊赛，以庆祝罗纳尔多在两年的膝伤后在圣西罗球场复出，最终国际米兰以7比0狂胜安耶巴，而伤愈复出的罗纳尔多攻入一球。
返回国内后，球队依然在尼日利亚国内足坛实力非凡，连续夺得了2002赛季，2003赛季和2005赛季的联赛冠军。安耶巴也成为改革后的尼日利亚职业足球联赛的首个冠军球队，在2005年更是夺得了联赛和足协杯的双料冠军
在国际赛场方面，安耶巴代表尼日利亚出现在了2001年的非洲联赛冠军杯赛场上，由于阿巴缺少质量较好的体育场供非洲联赛使用，所以俱乐部将主场设在了隔壁城市克罗斯河州首府卡巴拉。在随后2003年和2004年的非洲联赛冠军杯中俱乐部连续两次称雄非洲，成为非洲最出色的足球俱乐部之一。

## 战绩
- 尼日利亚足球甲级联赛: 5次

2001年, 2002年, 2003年, 2005年, 2007年
- 尼日利亚足协杯: 1次

2005年
- 非洲联赛冠军杯: 2次

2003年, 2004年